# Rabbit r1
O Rabbit r1 é um dispositivo de assistente pessoal baseado em ChatGPT desenvolvido pela startup de tecnologia Rabbit Inc e projetado pela Teenage Engineering. Ele foi projetado para executar diversas funções, incluindo pesquisas na web e controle de mídia, usando comandos de voz e interação por toque, que permitem que a IA seja usada para fornecer serviços comumente associados a smartphones e dispositivos domésticos inteligentes; por exemplo, solicitar entrega de comida. O dispositivo foi recebido com duras críticas. Os críticos questionaram sua utilidade em comparação com um smartphone.

## Hardware
- Tela: Uma tela sensível ao toque de 2,88 polegadas para entrada interativa do usuário.
- Entrada: botão push-to-talk para ativar comandos de voz; giroscópio; magnetômetro; acelerômetro; GPS.

- Câmera: câmera única de 8 MP, com resolução de 3264x2448, permitindo que a IA externa conectada use visão computacional.

- Áudio: Equipado com alto-falante e microfones duplos para interação de áudio.

- Conectividade: Suporta conexões Wi-Fi e celulares para acessar serviços de Internet.

- Processador: Funciona em um processador MediaTek Helio de 2,3 GHz.

- Memória: Contém 4 GB de RAM para tarefas operacionais.

- Armazenamento: Oferece 128 GB de armazenamento interno para dados.

- Portas: utiliza uma porta USB-C para carregamento e conexões de dados.

## Programas
O Rabbit r1 é executado no Rabbit OS, baseado no Android Open Source Project (AOSP), especificamente na versão 13. Jesse Lyu Cheng, o criador da Rabbit Inc, afirmou que o Rabbit OS roda com um "AOSP muito personalizado", mas isso foi contestado pela Android Authority, após engenharia reversa do dispositivo. O escritor do Android, Mishaal Rahman, descobriu que as modificações do código-fonte original do Android eram tão mínimas que o aplicativo Rabbit OS poderia ser carregado em um smartphone Android.
O dispositivo emprega um modelo de ação grande (LAM), um tipo de modelo de linguagem grande projetado para executar ações e auxiliar em tarefas como pesquisas na web, streaming de música e serviços de transporte. O Perplexity.ai, um mecanismo de pesquisa de IA, é usado para responder às consultas dos usuários e executar comandos. O assistente pessoal também é capaz de realizar diversas ações, como pedir um táxi ou tocar músicas do Spotify.

## Recepção

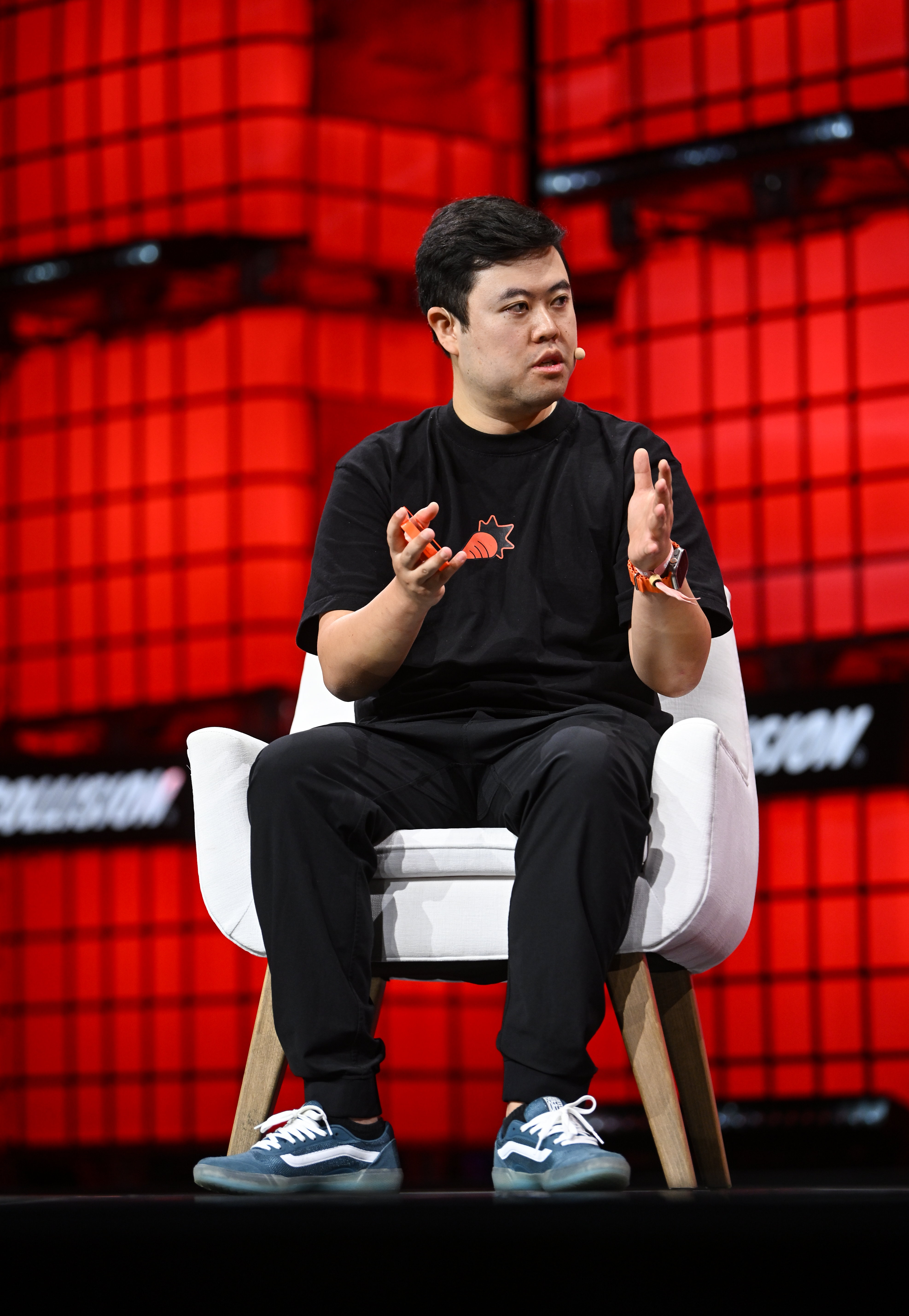
Jesse Lyu, CEO e fundador, no Collision 2024 da Web Summit em Toronto

### Vendas
Após seu anúncio na Consumer Electronics Show de 2024, mais de 20.000 unidades do dispositivo foram vendidas em pré-encomendas.

### Avaliações
O r1 foi recebido com fortes críticas. A maioria das análises questionou o que o dispositivo era capaz de fazer que um smartphone não conseguia, ao compará-lo com o semelhante Humane Ai Pin. O YouTuber Marques Brownlee chamou o dispositivo de "quase não avaliável". Mishaal Rahman, da Android Authority, conseguiu instalar o software Rabbit r1 em um smartphone Pixel 6a, depois que um informante compartilhou um arquivo APK, concluindo que todo o sistema do r1 é um único aplicativo Android rodando em uma versão modificada do Android. The Verge ecoou as afirmações feitas por Rahman e comparou o dispositivo a um Juicero. Em resposta, Lyu publicou declarações confirmando o uso do Android, mas negando que o r1 seja um aplicativo Android. Mashable chamou seus recursos do Vision de impressionantes, mas "esses recursos dignos de elogios são ofuscados pelo desempenho de bugs". Ars Technica escreveu uma postagem no blog alegando que "a empresa está bloqueando o acesso de APKs piratas". O TechCrunch fez uma análise um pouco mais positiva, chamando o dispositivo de “uma espiada divertida em um futuro possível”, mas não pôde “aconselhar ninguém a comprar um agora”.

## Controvérsia
A Rabbit Inc atraiu atenção devido a alegações em torno de seu financiamento e de projetos anteriores da empresa. A empresa foi investigada quando Stephen Findeisen, conhecido como Coffeezilla no YouTube, publicou um vídeo em maio de 2023, alegando que a Rabbit Incorporation foi “construída sobre uma fraude”. A Rabbit Incorporation, inicialmente chamada de Cyber Manufacturing Co, foi renomeada apenas dois meses antes de lançar o Rabbit R1. A empresa, com seu nome anterior, arrecadou US$ 6 milhões em novembro de 2021 para um projeto chamado GAMA, descrito como um “Projeto NFT de Próxima Geração”. Jesse Lyu, CEO da Rabbit Incorporation, referiu-se ao GAMA como um “pequeno projeto divertido”.
Coffeezilla, que investiga golpes de influenciadores, destacou gravações antigas do Clubhouse de Jesse Lyu discutindo o projeto GAMA. Nessas gravações, Lyu enfatizou o financiamento substancial por trás do GAMA e seu potencial para ser uma criptomoeda revolucionária e com carbono negativo. Coffeezilla questionou o paradeiro dos fundos arrecadados para a GAMA, estimando que aproximadamente US$ 1 milhão em reembolsos aos investidores continuavam sem solução. Ele sugeriu que a mudança de marca para Rabbit Incorporation e a mudança para o desenvolvimento do Rabbit R1 foram tentativas de desviar dos problemas do projeto GAMA.

### Resposta da empresa
Em resposta às perguntas da Coffeezilla, a Rabbit Incorporation esclareceu que os US$ 6 milhões arrecadados foram de fato usados para o projeto GAMA. A empresa explicou que os NFTs não podem ser reembolsados a menos que o proprietário concorde em “queimá-los” no blockchain. A Rabbit Incorporation afirmou que o projeto GAMA era de código aberto e devolvido à comunidade, alinhando-se com o feedback da comunidade. Eles também observaram que foram feitos esforços para recomprar NFTs para neutralizar negociações maliciosas e manter a estabilidade do mercado.